# Eucteanus dohertyi
Eucteanus dohertyi es una especie de coleóptero de la familia Endomychidae.

## Distribución geográfica
Habita en Burma y Yunnan.